# Campeonato Uruguaio de Futebol de 1957 – Segunda Divisão
O Campeonato Uruguaio de Segunda Divisão de 1957, também conhecido oficialmente como Campeonato Uruguayo de Primera División "B" de 1957 ou simplesmente como Primera "B" de 1957, foi a décima sexta edição do torneio de segundo nível do futebol profissional do Uruguai. O Sud América conquistou seu segundo título da categoria, garantindo o retorno à primeira divisão do Campeonato Uruguaio após apenas um ano na segunda divisão, enquanto o Bella Vista foi rebaixado pelo sistema de promedios.

## Regulamento
O torneio seguiu o formato tradicional de pontos corridos com oito equipes. Cada clube enfrentou os demais três vezes (turno, returno e turno extra), totalizando 21 rodadas. O sistema de pontuação atribuía:
- 2 pontos por vitória
- 1 ponto por empate
- 0 pontos por derrota

O acesso foi decidido por:
- Promoção automática: O campeão (1º colocado) ascendeu diretamente à primeira divisão do Campeonato Uruguaio de 1958.[1]

O rebaixamento utilizou o critério de promedios (média de desempenho em duas temporadas):
- Para clubes presentes em 1956 e 1957: média aritmética dos pontos nestes anos
- Para casos especiais:
  - Sud América (rebaixado da 1ª divisão em 1956): apenas pontuação de 1957
  - Progreso (promovido da 3ª divisão em 1956): apenas pontuação de 1957

O lanterna no promedio foi rebaixado à terceira divisão.

## Participantes
- Central, Canillitas, Colón, River Plate, Miramar e Bella Vista: Permaneceram da temporada anterior.[1]
- Sud América: Rebaixado da primeira divisão do Campeonato Uruguaio em 1956.[1]
- Progreso: Promovido da terceira divisão do Campeonato Uruguaio.[1]

## Classificação Final
O Sud América conquistou seu segundo título da Segunda Divisão Uruguaia em 1957, marcando um rápido retorno à primeira divisão após ter sido rebaixado em 1956. Com uma campanha dominante, o clube somou 32 pontos em 21 jogos (14 vitórias, 4 empates e apenas 3 derrotas), terminando com uma vantagem de 5 pontos sobre o vice-campeão Central. O título garantiu ao Sud América o direito de participar do Campeonato Uruguaio de 1958. Esta foi a segunda vez que o clube conquistava o acesso, a primeira havia sido em 1954.
| #  | Equipe      | PTS | J  | V  | E | D  | GP | GC | SG  | Resultado final |
| -- | ----------- | --- | -- | -- | - | -- | -- | -- | --- | --------------- |
| 1º | Sud América | 32  | 21 | 14 | 4 | 3  | 46 | 23 | 23  | CAMPEÃO         |
| 2º | Central     | 27  | 21 | 12 | 3 | 6  | 42 | 32 | 11  |                 |
| 3º | Canillitas  | 23  | 21 | 10 | 3 | 8  | 35 | 32 | 3   |                 |
| 4º | River Plate | 21  | 21 | 8  | 5 | 8  | 31 | 32 | −1  |                 |
| 4º | Colón       | 21  | 21 | 7  | 7 | 7  | 25 | 23 | 2   |                 |
| 6º | Miramar     | 17  | 21 | 7  | 3 | 11 | 28 | 41 | −13 |                 |
| 7º | Progreso    | 16  | 21 | 7  | 2 | 12 | 22 | 26 | −4  |                 |
| 8º | Bella Vista | 11  | 21 | 4  | 3 | 14 | 22 | 43 | −21 |                 |

| Fonte: Segunda División Profesional (em castelhano) |

### Médias de rebaixamento (1956–1957)
O Bella Vista sofreu o rebaixamento à Terceira Divisão Uruguaia ao terminar na última posição no sistema de promedios (média de pontos) entre as temporadas de 1956 e 1957. Com apenas 14 pontos de média (11 em 1957 e 17 em 1956), o clube perdeu a vaga na segunda divisão após sete anos consecutivos na categoria.
| #  | Equipe      | Promedio | Resultado final |
| -- | ----------- | -------- | --------------- |
| 1º | Sud América | 32.0     |                 |
| 2º | Central     | 28.0     |                 |
| 3º | Canillitas  | 23.0     |                 |
| 4º | River Plate | 22.5     |                 |
| 5º | Colón       | 19.5     |                 |
| 6º | Miramar     | 16.5     |                 |
| 7º | Progreso    | 16.0     |                 |
| 8º | Bella Vista | 14.0     | Rebaixado       |

| Fonte: Segunda División Profesional (em castelhano) |

## Estatísticas

### Artilharia
- Reiné Brasil (River Plate), J. Berrueta (Central) e Alberto Chagas (Sud América) — 10 gols cada.[8]